# Evaristo Conrado Engelberg

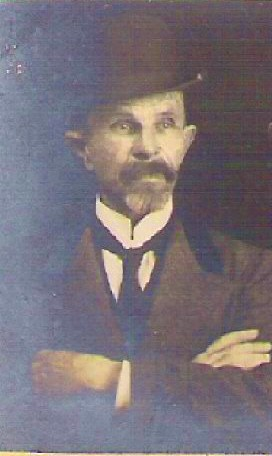
Evaristo Conrado Engelberg

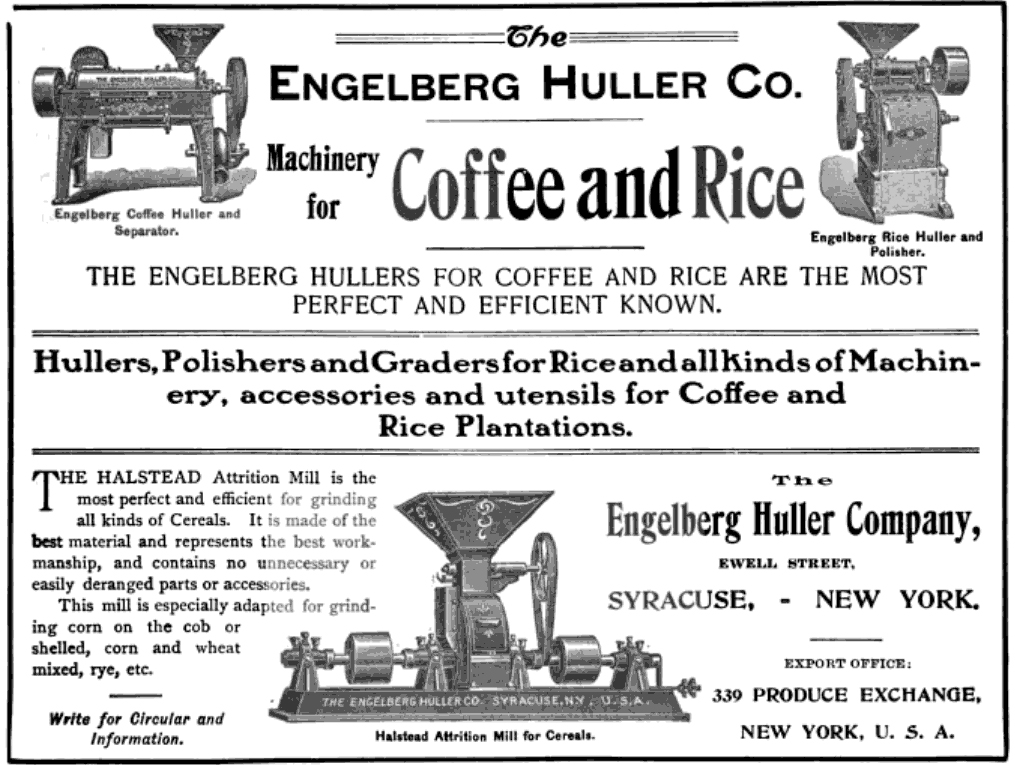
Eine Werbung aus dem Jahre 1904 für die Engelberg Huller Company, Syracuse, New York

Evaristo Conrado Engelberg (* 26. Oktober 1853 in Piracicaba, São Paulo; † 1932 ebenda) war ein brasilianisch-deutscher Unternehmer und Erfinder.

## Leben
Die Eltern von Engelberg wanderten von Deutschland nach Brasilien aus. In Brasilien entwickelte Engelberg die sogenannte Engelberg-Schälmühle für Reis und Kaffee. Er gründete das Unternehmen Engelberg Huller Company.